# Georgi Blagoew
Georgi Blagoew (bulgarisch Георги Благоев; * 5. September 1997 in Sofia, Bulgarien) ist ein bulgarischer Eishockeyspieler, der seit 2017 bei den Seguin Huskies in der Greater Montreal Hockey League spielt.

## Karriere
Georgi Blagoew begann seine Karriere als Eishockeyspieler beim HK Slawia Sofia, mit dessen U16-Mannschaft er 2012 und 2013 den bulgarischen Meistertitel errang. 2013 gewann er mit dem Klub auch den Titel in der Altersstufe U18. Nach diesem Erfolg wechselte er zum HK ZSKA Sofia, für den er ebenfalls in der bulgarischen U18-Liga auf dem Eis stand. 2014 zog es ihn weiter zum HC Polygon Prievidza, von dem er in der zweithöchsten slowakischen U18-Spielklasse eingesetzt wurde. 2015 kehrte er nach Sofia zurück, wo er nacheinander für NSA Sofia und den HK ZSKA Sofia in der bulgarischen Eishockeyliga spielte. 2017 wagte er den Sprung nach Nordamerika, wo er mit den Seguin Huskies in der Greater Montreal Hockey League aktiv ist.

### International
Im Juniorenbereich spielte Blagoew für Bulgarien in der Division III der U18-Weltmeisterschaften 2013, 2014 und 2015 sowie der U20-Weltmeisterschaften 2014, 2016 und 2017.
Mit der bulgarischen Herren-Nationalmannschaft nahm Blagoew erstmals an der Weltmeisterschaft der Division II 2015 teil und spielte dort auch 2016. Zudem vertrat er seine Farben bei der Olympiaqualifikation für die Winterspiele in Pyeongchang 2018.

## Erfolge und Auszeichnungen
- 2012 Bulgarischer U16-Meister mit dem HK Slawia Sofia
- 2013 Bulgarischer U16- und U18-Meister mit dem HK Slawia Sofia